# Хьон Бін
Хьон Бін (кор. 현빈), справжнє ім'я — Кім Тхепхьон кор. 김태평, нар. 25 вересня 1982, Сеул, Південна Корея) — південнокорейський актор. Відомий за головними ролями в телевізійних серіалах «Мене звати Кім Сам-Сун» (2005), «Світ, у якому вони живуть» (2008) і «Таємничий сад» (2010—2011).

## Кар'єра
Як актор, Хьон деб'ютував у 2004 році у четвертому сезоні комедійного серіалу «Без зупинок» (Nonstop) та романтичному серіалі «Ірландія». Слава до нього прийшла у 2005 році, після знімання у серіалі «Мене звати Кім Сам-Сун». За головну роль у серіалі він здобув премію MBC Drama Awards. Наступна вдала роль у нього була лише через кілька років — 2008 році після знімання у романі «Перше кохання міліонера» та у серіалі «Снігова королева». Цього ж року він знявся в успішному романтичному серіалі «Світ, в якому вони живуть». Потім знявся у фільмі «Я щасливий», який показали на Пусанському міжнародному кінофестивалі.
Наступним успішним фільмом для Хьон Біна романтичне фентезі «Таємничий сад», за роль в якому він отримав у 2010 році премії «SBS Drama Awards» та «Baeksang Arts Awards».
У 2011 році Хьон знявся в двох фільмах: «Come Rain, Come Shine» (режисер Лі Юн-Кі) і «Пізня осінь» (режисер Кім Тхе-Юнь). Перший фільм китайського виробництва, що став найкасовішим корейським фільмом. Він заробив понад 9,5 млн доларів протягом перших двох тижнів, що є безпрецедентним для мелодрами. Хьон Бін запрошений на 61 Берлінський міжнародний кінофестиваль на церемонію проходження по червоній доріжці. На кінофестивалі показали обидва фільм.
З 7 березня 2011 року Хьон Біна офіційно зачислили на військову службу у морську піхоту. Його військова служба тривала 21 місяць. Демобілізувався в грудні 2012 року. Після повернення зі служби знявся в історичному фільмі «Гнів короля», в якому виконав роль короля Чончжо. Фільм вийшов у квітні 2014 року, його переглянули 3 млн глядачів.
У 2015 році знявся у романтичному серіалі «Хайд, Джекіл і Я», в якому грає людину з роздільним розладом особистості. Проте драма була комерційним провалом та мала низькі рейтинги.
У січні 2016 року Хьон заснував своє власне акторське агентство VAST Entertainment.
У 2017 році знявся у фільмі «Конфіденційне завдання», де зіграв роль північнокорейського детектива, який прибув у Південну Корею, щоб розкрити злочинну групу північнокорейських зрадників.

## Фільмографія

### Телесеріали
| Рік       | Назва                      | Роль                    | Телеканал |
| --------- | -------------------------- | ----------------------- | --------- |
| 2003      | «Охоронець»                | сталкер                 | KBS2      |
| 2004      | «Без зупинки» 4 сезон      | Хьон Бін                | MBC       |
| 2004      | «Ірландія»                 | Канг Гук                | MBC       |
| 2005      | «Моя кохана Сем Сун»       | Хьон Чінхьон            | MBC       |
| 2005      | «Без зупинки» 5 сезон      | камео                   | MBC       |
| 2006      | «Снігова королева»         | Хан Тхевун / Хан Дьокгу | KBS2      |
| 2008      | «Внутрішні світи»          | Чан Чіо                 | KBS2      |
| 2009      | «Друг. Наша легенда»       | Хан Донг-Су             | MBC       |
| 2010-2011 | «Таємний сад»              | Кім Ю-Вон               | SBS       |
| 2015      | «Хайд Джекіл та я»         | Гу Сео-Їн/ Робін        | SBS       |
| 2018      | «Спогади про альгамбру»    | Ю Чін У                 | tvN       |
| 2019      | «Аварійна посадка на тебе» | Рі Чон Хьок             | tvN       |

### Фільми
| Рік  | Англійська назва           | Український переклад    | Роль           |
| ---- | -------------------------- | ----------------------- | -------------- |
| 2004 | Spin Kick                  |                         | Lee Min-gyu    |
| 2005 | Daddy Long Legs            | Довгоногий дядько       | Хьонг-Юн       |
| 2006 | A Millionaire's First Love | Перше кохання міліонера | Kang Jae-kyung |
| 2009 | I Am Happy                 | Я щасливий              | Йо Ман-Су      |
| 2011 | Late Autumn                | Пізня осінь             | Хун            |
| 2011 | Come Rain, Come Shine      | То дощ, то сонце        | Хе             |
| 2014 | The Fatal Encounter        | Гнів короля             | Король Чженчжо |
| 2017 | Confidential Assignment    | Конфіденційне завдання  | Im Cheol-ryung |
| 2017 | Conman                     |                         | Хванг Ї-Сунг   |

### Музичні кліпи
| Рік  | Пісня      | Виконавець  |
| ---- | ---------- | ----------- |
| 2003 | «내탓이죠» | Herb        |
| 2005 | «Memory»   | Kim Bum-soo |
| 2006 | «Hey U»    | Lemon Tree  |

## Нагороди та номінації
| Рік  | Премія                                                    | Категорія                                                 | Номінована робота                      | Результат | Прим.  |
| ---- | --------------------------------------------------------- | --------------------------------------------------------- | -------------------------------------- | --------- | ------ |
| 2004 | Премія розваг MBC                                         | Спеціальна нагорода в категорії актор телебачення         | «Без зупинки» 4 сезон                  | Перемога  |        |
| 2004 | Премія MBC драма                                          | Кращий новий актор                                        | «Ірландія»                             | Перемога  |        |
| 2005 | 41-ша Премія Пексан                                       | Кращий новий актор телебачення                            | «Ірландія»                             | Номінація |        |
| 2005 | Премія MBC драма                                          | Краща пара(Разом з Кім Сон А)                             | «Моя кохана Сем Сун»                   | Перемога  |        |
| 2005 | Премія MBC драма                                          | Нагорода за популярність                                  | «Моя кохана Сем Сун»                   | Перемога  |        |
| 2005 | Премія MBC драма                                          | Нагорода за високу майстерність (актор)                   | «Моя кохана Сем Сун»                   | Перемога  |        |
| 2006 | 42-га Премія Пексан                                       | Найпопулярніший кіно актор                                | A Millionaire's First Love             | Перемога  | [ 21 ] |
| 2006 | Премія KBS драма                                          | Краща пара(Разом з Сон Ю Рі)                              | «Снігова королева»                     | Перемога  |        |
| 2006 | Премія KBS драма                                          | Нагорода за популярність                                  | «Снігова королева»                     | Перемога  |        |
| 2006 | Премія KBS драма                                          | Netizen нагорода                                          | «Снігова королева»                     | Перемога  |        |
| 2006 | Премія KBS драма                                          | Нагорода за майстерність (актор)                          | «Снігова королева»                     | Номінація |        |
| 2007 | 43-тя Премія Пексан                                       | Кращий актор телебачення                                  | «Снігова королева»                     | Номінація |        |
| 2008 | Премія KBS драма                                          | Нагорода за популярність                                  | «Внитрішні світи»                      | Номінація |        |
| 2008 | Премія KBS драма                                          | Netizen нагорода                                          | «Внитрішні світи»                      | Номінація |        |
| 2008 | Премія KBS драма                                          | Нагорода за майстерність (актор мінісеріалу)              | «Внитрішні світи»                      | Номінація |        |
| 2009 | Премія MBC драма                                          | Нагорода за майстерність (актор)                          | «Друг. Наша легенда»                   | Номінація |        |
| 2010 | Премія SBS драма                                          | Краща пара(Разом з Ха Чі Вон)                             | «Таємний сад»                          | Перемога  |        |
| 2010 | Премія SBS драма                                          | Нагорода Netizen за популярність                          | «Таємний сад»                          | Перемога  |        |
| 2010 | Премія SBS драма                                          | Топ-10 зірок                                              | «Таємний сад»                          | Перемога  |        |
| 2010 | Премія SBS драма                                          | Нагорода за високу майстерність (актор спеціальної драми) | «Таємний сад»                          | Перемога  |        |
| 2011 | 47-ма Премія Пексан                                       | Кращий актор телебачення                                  | «Таємний сад»                          | Номінація | [ 9 ]  |
| 2011 | 47-ма Премія Пексан                                       | Головний приз (Daesang) for TV                            | «Таємний сад»                          | Перемога  |        |
| 2011 | 6-та Сеульська міжнародна премія драми                    | Видатний корейський актор                                 | «Таємний сад»                          | Номінація | [ 22 ] |
| 2014 | 18-й Пучхонський міжнародний фестиваль фантастичного кіно | Нагорода вибір продюсерів                                 | Н/Д                                    | Перемога  | [ 23 ] |
| 2015 | Премія SBS драма                                          | Нагорода за високу майстерність (актор спеціальної драми) | «Хайд Джекіл та я»                     | Номінація |        |
| 2017 | 6-та Премія Корейської асоціації кіноакторів              | Топ-зірка                                                 | Confidential Assignment, The Swindlers | Перемога  | [ 24 ] |